# 우메하라촌 (시즈오카현)
우메하라촌(일본어: 梅原村)은 일본 시즈오카현의 서부 도요다군・이와타군에 속했던 촌이다. 현재의 이와타시에 해당한다.

## 역사
- 1889년 4월 1일 - 정촌제 시행에 의해 도요다군 우메하라촌이 성립하였다.
- 1896년 4월 1일 - 군제 시행에 의해 이와타군 우메하라촌이 되었다.
- 1929년 3월 1일 - 나카이즈미정에 편입해, 동일 우메하라촌은 폐지되었다.

## 교통

### 도로
- 도카이도 (현 국도 제1호선)

## 참고문헌
- 《角川日本地名大辞典》, 22(静岡県)